# Priscila Pires
Priscila Tavares Ferreira Pires dos Santos (Campo Grande, 31 de julio de 1982) es una periodista, modelo y influencer brasileña. Actualmente es periodista de TV MS do Brasil.

## Biografía
Priscila nació en Campo Grande en Brasil el 31 de julio de 1982.
Se hizo conocida mundialmente por participar en el reality show Big Brother Brasil de la temporada Big Brother Brasil 9. Ella quedó en segundo lugar.

## Vida actual
Actualmente es presentadora de televisión y periodista TV MS en Brasil.
Como modelo de fitness, ha conseguido más de 190.000 seguidores en su cuenta de Instagram en la red social.

## Vida personal
Priscila Pires tiene dos hijos, Gabriel y Pietro.